# Uszty-bolserecki járás

Az Uszty-Bolserecki járás a Kamcsatkai határterületen

Az Uszty-bolserecki járás (oroszul Усть-Большерецкий район) járás Oroszországban, a Kamcsatkai határterületen. Székhelye Uszty-Bolsereck falu.

## Népesség
- 2002-ben 10 347 lakosa volt.
- 2010-ben 8 330 lakosa volt.